# L'Escargot Montorgueil
L'Escargot Montorgueil est un restaurant situé à l'angle des rues Mauconseil et Montorgueil aux Nos 38 et 40 de cette dernière, dans le quartier des Halles du 1er arrondissement de Paris.

## Histoire
Créé en 1832, c'est un des plus anciens restaurants de Paris. Il a conservé son enseigne du XIXe siècle, sa décoration de style Second Empire, et un plafond, peint par Georges Clairin en 1900, provenant de l'Hôtel particulier de Sarah Bernhardt. Il est classé monument historique,. Ce restaurant est spécialisé dans la cuisine bourguignonne et les recettes à base d'escargot, il a notamment eu pour clients Marcel Proust, Sarah Bernhardt, Sacha Guitry, Pablo Picasso ou encore Charlie Chaplin.

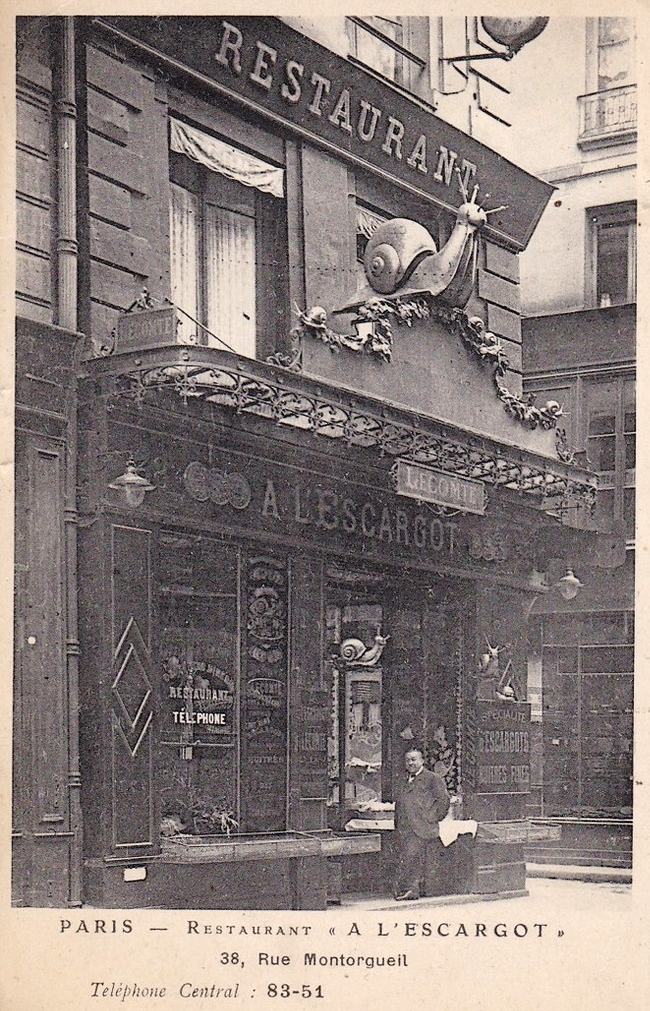
Le restaurant sur une carte postale vers 1920 (?).
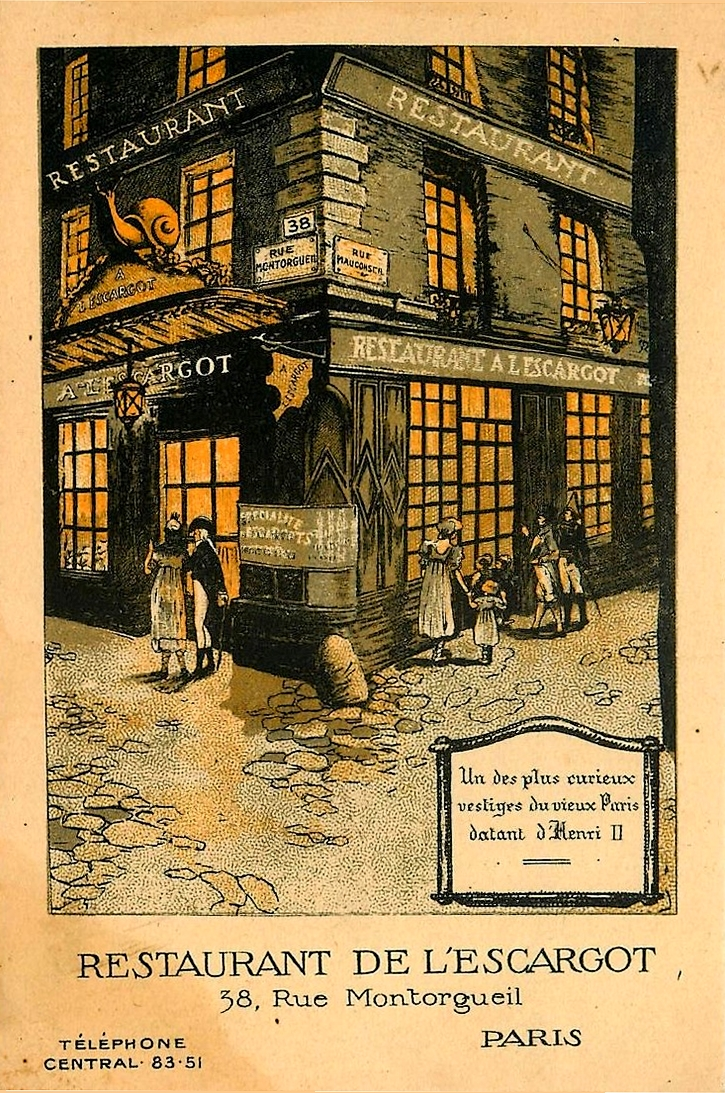
Image publicitaire vers 1920 (?).